# Nambu
Nambu pistol (яп.南部拳銃) — серія напівавтоматичних пістолетів, вироблених японською компанією Koishikawa Arsenal, пізніше відомою як Tokyo Artillery Arsenal. Серія має три варіанти: тип A, тип B (також відомий як Baby Nambu) і тип 14 (відомий як Jūyon Nen Shiki Kenjū). Пістолети Nambu були розроблені, щоб замінити попередній японський службовий пістолет, револьвер Type 26.
Пістолети були розроблені Кіджіро Намбу і широко використовувалися в Японській імперії під час Японсько-китайської та Другої світової війн. Найпоширеніший варіант, Type 14, використовувався в основному офіцерами, яким доводилося самостійно оплачувати свої пістолети.